# Loxapina
Loxapina (Loxapac, Loxitane) es un medicamento antipsicótico típico, usado principalmente para el tratamiento de la esquizofrenia. Pertenece a la categoría de la dibenzoxazepina y está estructuralmente relacionado con la clozapina (perteneciente a una categoría químicamente similar a la de las dibenzodiazepinas). Varios investigadores han defendido que Loxapina puede comportarse como un antipsicótico atípico.
La Loxapina puede ser metabolizada por N-desmetilación dando lugar a la amoxapina, un antidepresivo tetracíclico.

## Precauciones
Este medicamento no está relacionado con las benzodiazepinas que crean dependencia, y el abuso de succinato de loxapina es raro. Los riesgos y efectos adversos son comparables a los de otros antipsicóticos.

## Efectos adversos
Nota: los porcentajes dados después de los posibles efectos adversos se refieren a la incidencia de dichos efectos adversos, según DrugPoint.
Efectos adversos habituales de la loxapina (≥1% de incidencia) inhalada
- Alteración del sentido del gusto (14%)
- Sedación (12%)
- Faringitis (3%)

Efectos adeversos habituales de la loxapina por vía oral
- Estreñimiento
- Sequedad bucal
- Acatisia
- Sensación de mareo
- Trastorno extrapiramidal (dependiendo de la dosis). En dosis bajas, su propensión para causar efectos adversos extrapiramidales es similar a la de los antipsicóticos atípicos[5]
- Visión borrosa
- Incontinencia urinaria
- Somnolencia (de intensidad más moderada comparada con otros medicamentos antipsicóticos[6])
- Disnea
- Congestión nasal

Efectos adversos poco frecuentes
- Íleo paralítico
- Agranulocitosis
- Leucopenia
- Trombocitopenia
- Daño hepatocelular
- Síndrome neuroléptico maligno
- Convulsiones
- Discinesia tardía
- Apoplejía
- Ataque isquémico transitorio
- Muerte

## Uso y posología
La dosis típica inicial es de 10 mg dos veces al día; el rango de dosis normal puede variar de 30–50 mg dos veces al día; la dosis máxima recomendada es de 250 mg al día. La Agencia de Alimentos y Medicamentos de Estados Unidos (FDA) aprobó loxapina en polvo (Adasuve, Alexza Pharmaceuticals) para inhalación de 10 mg para el tratamiento agudo de episodios de agitación asociados a la esquizofrenia o trastorno bipolar en adultos.
Un breve análisis de loxapina no encontró indicios concluyentes de que sea particularmente efectiva en pacientes con esquizofrenia paranoide. Un análisis sistemático posterior consideró que los indicios limitados no indicaron una clara diferencia entre sus efectos y los de otros antipsicóticos.
Loxapina fue uno de los cinco antipsicóticos utilizados en un estudio sobre la estructura neuronal en partes del cerebro que se cree que intervienen en la esquizofrenia. Solo Loxapina se asoció con el desarrollo de nuevas conexiones neuronales.

## Farmacología
Los datos de la siguiente tabla fueron obtenidos de la base de datos PDSP Ki y están vinculados a proteínas humanas clonadas (receptoras y de transporte), a menos que se indique lo contrario.
| Blanco molecular | Afinidad de unión (Ki [nM]) para Loxapina | Afinidad de unión (Ki [nM]) para Amoxapina |
| ---------------- | ----------------------------------------- | ------------------------------------------ |
| 5-HT1A           | 2456                                      | -                                          |
| 5-HT1B           | 388                                       | -                                          |
| 5-HT1D           | 3468                                      | -                                          |
| 5-HT1E           | 1399                                      | -                                          |
| 5-HT2A           | 6.63                                      | 0.5                                        |
| 5-HT2C           | 13.3                                      | 2 (Proteínas receptoras de ratas clonadas) |
| 5-HT3            | 190                                       | -                                          |
| 5-HT5A           | 776                                       | -                                          |
| 5-HT6            | 31.0                                      | 50                                         |
| 5-HT7            | 87.6                                      | 40.2 (Rata, clonada)                       |
| α1A              | 31                                        | -                                          |
| α1B              | 53                                        | -                                          |
| α2A              | 150.9                                     | -                                          |
| α2B              | 107.8                                     | -                                          |
| α2C              | 80.0                                      | -                                          |
| β1               | >10000                                    | -                                          |
| β1               | >10000                                    | -                                          |
| M1               | 119.5                                     | -                                          |
| M2               | 445                                       | -                                          |
| M3               | 211.3                                     | -                                          |
| M4               | 1266                                      | -                                          |
| M5               | 166                                       | -                                          |
| D1               | 54                                        | -                                          |
| D2               | 11                                        | 20.8                                       |
| D3               | 19.33                                     | 21                                         |
| D4               | 8.4                                       | 21                                         |
| D5               | 75                                        | -                                          |
| H1               | 4.9                                       | -                                          |
| H2               | 208                                       | -                                          |
| H4               | 5048                                      | -                                          |
| SERT             | >10000                                    | 58                                         |
| NET              | 5698                                      | 16                                         |
| DAT              | >10000                                    | 58                                         |

## Estructura química
Schmutz, J.; Kunzle, F.; Hunziker, F.; Gauch, R.; Helv. Chim. Acta 1967, 50, 245.